# Еміліо Естебан-Інфантес
Еміліо Естебан-Інфантес (ісп. Emilio Esteban-Infantes; 18 травня 1892 — 5 вересня 1960, Мадрид) — іспанський військовий діяч, генерал-лейтенант. Кавалер Лицарського хреста Залізного хреста.

## Біографія
На боці генерала Франсіско Франко брав участь у громадянській війні в Іспанії, штабний офіцер.
13 грудня 1942 року змінив генерала Агустіна Муньйоса Грандеса на посту командира 250-ї (іспанської) піхотної дивізії, яка на той момент вела бої під Ленінградом. Відзначився у боях в районі Червоного Бору. 14 жовтня 1943 року дивізія, яка зазнала важких втрат, була знята з фронту і відправлена назад в Іспанію. Офіційно залишався командиром дивізії до 20 листопада 1943 року.

## Нагороди
- Кавалер ордена Почесного легіону (Франція)
- Військова медаль (Іспанія) (21 грудня 1943)

### Нагороди Третього Рейху
- Залізний хрест
  - 2-го класу (19 січня 1943)
  - 1-го класу (25 січня 1943)
- Німецький хрест в золоті (9 квітня 1943)
- Лицарський хрест Залізного хреста (9 жовтня 1943)
- Орден Заслуг німецького орла 1-го класу (1943)
- Медаль Блакитної дивізії (1944)